# گاوی (بازیکن فوتبال)
پابلو مارتین پائز گاویرا (اسپانیایی: Pablo Martín Páez Gavira‎، تلفظ در اسپانیایی: [ˈpaβlo maɾˈtim ˈpaeθ ɣaˈβiɾa]؛ زادهٔ ۵ اوت ۲۰۰۴)، معروف به گاوی، بازیکن فوتبال اهل اسپانیا است که در پست هافبک میانی برای باشگاه بارسلونا در لا لیگا و تیم ملی اسپانیا بازی می‌کند.
در سال ۲۰۲۲، گاوی برندۀ جایزۀ پسر طلایی شد و جایزۀ کوپا را دریافت کرد که توسط فرانس فوتبال در مراسم توپ طلای ۲۰۲۲ اهدا شد.

## دوران باشگاهی

### لاس پالماس
گابی در لوس پالاسیوس و ویلافرانکا، اندلس به دنیا آمد و در باشگاه زادگاهش لا لیارا شروع به کار کرد و از آنجا به آکادمی جوانان باشگاه فوتبال لاس پالماس پیوست. گابی با زدن ۹۵ گل برای تیم جوانان رئال بتیس، توسط تیم‌های برتر اسپانیایی از جمله ویارئال، رئال مادرید و اتلتیکو مادرید مورد شناسایی و کشف قرار گرفت.

### بارسلونا
دوران پایه
در سال ۲۰۱۵، در سن ۱۱ سالگی، او با باشگاه فوتبال بارسلونا قرارداد بست.
در سپتامبر ۲۰۲۰، او اولین قرارداد حرفه ای خود را با باشگاه کاتالان امضا کردو مستقیماً از تیم زیر ۱۶سال به تیم زیر ۱۹سال ملحق شد. او اولین بازی خود را برای بارسلونا بی در ۲۱ فوریه ۲۰۲۱، در بازی خانگی ۶–۰ مقابل لوسپیتالت انجام داد، و در دقیقه ۷۷ به عنوان یک تعویض به جای نیکو گونزالس وارد زمین شد. او اولین بازی خود را بعنوان یازده بازیکن ابتدایی مسابقه برای بارسا بی در تاریخ ۱۴ مارس ۲۰۲۱ در پیروزی ۱–۰ در دربی مقابل اسپانیول بی در استادیوم استادیوم اسپورتیوا دنی ژارکا انجام داد.
فصل ۲۲–۲۰۲۱
گابی که دو بار برای بارسلونا بی در سگوندا دیویسیون بی فصل ۲۰۲۰–۲۱ حضور داشت، به تیم بزرگسالان برای بازی‌های دوستانه پیش فصل با تیم اصلی قبل از شروع فصل جدید ملحق گردید. پس از عملکرد خوب در پیروزی مقابل خیمناستیک و ژیرونا، گزارش شد که گابی در انتخابی تیم رونالد کومان از ریکی پویگ پیشی گرفته بود. او به این روند خوب در پیروزی ۳–۰ مقابل حریف آلمانی باشگاه اشتوتگارت ادامه داد و با اسطوره بارسلونا ژاوی مقایسه شد.
در ۲۹ آگوست ۲۰۲۱، او اولین بازی رسمی خود را برای تیم اصلی بارسلونا در برد ۲–۱ لالیگا مقابل ختافه انجام داد و در دقیقه ۷۳ جایگزین سرجی روبرتو شد. در ۱۸ دسامبر، او اولین گل و اولین پاس گل خود را برای باشگاه در پیروزی ۳–۲ خانگی مقابل الچه به ثمر رساند.

## دوران ملی
گابی سابقه بازی در زیر ۱۵ سال اسپانیا، زیر ۱۶ سال اسپانیا، زیر ۱۸ سال اسپانیا را نیز دارد.
گابی اولین بازی ملی خودش رو در چهارچوب لیگ ملت‌های اروپا ۲۱–۲۰۲۰ مقابل تیم ملی فوتبال ایتالیا انجام داد. که اسپانیا ۲ بر ۱ پیروز شد و به فینال لیگ ملت‌های اروپا ۲۱–۲۰۲۰ رسید.
همچنین اولین گل خود را در ۵ ژوئن ۲۰۲۲ مقابل جمهوری چک در چهار چوب رقابت‌های لیگ ملت‌های اروپا ۲۳–۲۰۲۲ به ثمر رساند.

## آمار

#### باشگاهی
تا تاریخ ۷ نوامبر ۲۰۲۳
| باشگاه         | فصل            | لیگ            | لیگ  | لیگ | جام حذفی | جام حذفی | قاره‌ای | قاره‌ای | دیگر | دیگر | مجموع | مجموع |
| باشگاه         | فصل            | دسته           | بازی | گل  | بازی     | گل       | بازی   | گل     | بازی | گل   | بازی  | گل    |
| -------------- | -------------- | -------------- | ---- | --- | -------- | -------- | ------ | ------ | ---- | ---- | ----- | ----- |
| بارسلونا       | ۲۰۲۱–۲۲        | لالیگا         | ۳۴   | ۲   | ۱        | ۰        | ۱۱     | ۰      | ۱    | ۰    | ۴۷    | ۲     |
| بارسلونا       | ۲۰۲۲–۲۳        | لالیگا         | ۳۶   | ۲   | ۵        | ۰        | ۶      | ۰      | ۲    | ۱    | ۴۹    | ۳     |
| بارسلونا       | ۲۰۲۳–۲۴        | لالیگا         | ۱۲   | ۱   | ۰        | ۰        | ۳      | ۱      | ۰    | ۰    | ۱۵    | ۲     |
| مجموع بارسلونا | مجموع بارسلونا | مجموع بارسلونا | ۸۲   | ۵   | ۶        | ۰        | ۲۰     | ۱      | ۳    | ۱    | ۱۱۱   | ۷     |
| مجموع آمار     | مجموع آمار     | مجموع آمار     | ۸۲   | ۵   | ۶        | ۰        | ۲۰     | ۱      | ۳    | ۱    | ۱۱۱   | ۷     |

### ملی

#### گل‌های ملی
| شماره | تاریخ           | میزبان  | بازی ملی | حریف      | نتیجه | رقابت                         |
| ----- | --------------- | ------- | -------- | --------- | ----- | ----------------------------- |
| ۱     | ۵ ژوئن ۲۰۲۲     | پراگ    | ۸        | چک        | ۲–۲   | لیگ ملت‌های اروپا ۲۳–۲۰۲۲      |
| ۲     | ۱۷ نوامبر ۲۰۲۲  | امان    | ۱۳       | اردن      | ۳–۱   | دوستانه                       |
| ۳     | ۲۳ نوامبر ۲۰۲۲  | دوحه    | ۱۴       | کاستاریکا | ۷–۰   | جام جهانی ۲۰۲۲ قطر            |
| ۴     | ۱۲ سپتامبر ۲۰۲۳ | گرانادا | ۲۳       | قبرس      | ۶–۰   | مقدماتی جام ملت‌های اروپا ۲۰۲۴ |
| ۵     | ۱۵ اکتبر ۲۰۲۳   | اسلو    | ۲۵       | نروژ      | ۱–۰   | مقدماتی جام ملت‌های اروپا ۲۰۲۴ |

#### بازی‌های ملی
تا تاریخ ۱۹ نوامبر ۲۰۲۳
| اسپانیا | اسپانیا | اسپانیا |
| سال     | بازی    | گل      |
| ------- | ------- | ------- |
| ۲۰۲۱    | ۴       | ۰       |
| ۲۰۲۲    | ۱۳      | ۳       |
| ۲۰۲۳    | ۱۰      | ۲       |
| مجموع   | ۲۷      | ۵       |

## افتخارات

### باشگاهی

#### بارسلونا
بارسلونا
- لالیگا(۲): ۲۳–۲۰۲۲،  ۲۵–۲۰۲۴
- جام حذفی فوتبال اسپانیا(۱): ۲۵–۲۰۲۴
- سوپرجام فوتبال اسپانیا(۲): ۲۰۲۳، ۲۰۲۵

### ملی
اسپانیا
- لیگ ملت‌های اروپا(۱): ۲۳–۲۰۲۲

### فردی
- جایزه کوپا(۱): ۲۰۲۲
- پسرطلایی(۱): ۲۰۲۲